# Francisco Morato
Francisco Morato es un municipio brasileño del estado de São Paulo. Su población estimada en 2017 es de 171.602 habitantes, según el Instituto Brasileño de Geografía y Estadística (INGE). Pertenece a la zona norte de la región metropolitana de São Paulo.

## Historia y toponimia
La ciudad surgió con el nombre de pueblo de Vila Belém. El pueblo era la sede de la Cia Fazenda Belém en la época de la construcción de la línea ferroviaria de Santos a Jundiaí en la segunda mitad del siglo XIX. Posteriormente las tierras fueron utilizadas como campamento para los obreros que trabajaron en la construcción del túnel bajo la sierra que une la actual ciudad de Francisco Morato con el Municipio de Campo Limpo Paulista. A principios del siglo XX, la entonces Vila Belém se convirtió temporalmente en depósito de productos agrícolas venidos de varias ciudades de la región y del sur de Minas Gerais, ruta que más tarde fue alterada con la construcción del túnel de Campo Limpio Paulista.
La localidad, al buscar emanciparse del municipio de Franco da Rocha, tenía la restricción de que las leyes brasileñas no permitían que hubiera en el país dos ciudades con el mismo nombre, en referencia a la ciudad de Belém. En 1965 el naciente municipio fue obligado a cambiar su nombre. Fue entonces cuando la Facultad de Derecho de la Universidad de São Paulo sugirió a las autoridades locales que la localidad recibiera el nombre de Francisco Morato. La propuesta fue acogida por el Ayuntamiento de Franco da Rocha, el distrito de Francisco Morato, y la emancipación se produjo el 21 de marzo de 1965, que fue seguida de un plebiscito en el distrito y más tarde aprobada por la Asamblea Legislativa del Estado de São Paulo. Francisco Morato (1868-1948), fue un político, abogado y profesor de la Universidad de São Paulo.